# Ухтомский, Николай Александрович
Князь Николай Александрович Ухтомский (29 января [10 февраля] 1895 года , Симбирск — 18 августа 1953) — один из руководителей Белой эмиграции в Маньчжурии.

## Детство и образование
Николай Ухтомский родился 29 января (10 февраля) 1895 года в княжеской семье статского советника, главы Симбирской уездной управы, предводителя дворянства Симбирского уезда Симбирской губернии князя Александра Николаевича Ухтомского и дочери симбирского литератора Валериана Назарьева — Анны Валериановны. Младшие сёстры — княжна Мария (1896—1921) и княжна Наталья (1897—1968).
Окончил Симбирскую гимназию (1912). Поступил в Петроградский университет, курса не окончил из-за войны с Германией.

## Военная служба
В 1917 году окончил Николаевское кавалерийское училище, поступил на военную службу и принял участие в Первой мировой войне в составе Литовского 5-го уланского полка.
Ухтомский оставался на Северном фронте до самого его распада в 1918 году. Осенью 1918 года он оказался участником Гражданской войны на стороне белых в качестве личного адъютанта полковника Степанова, командующего северной группы войск в Казани после освобождения её от большевиков. После Казанского похода Ухтомский состоял личным адъютантом командира Ударного корпуса и до конца 1919 года участвовал в боях на Урале.

## Эмиграция
В 1920 году из Красноярска Ухтомский прибыл в Харбин, а в 1922 году выехал в Германию. В 1929 году вернулся в Харбин, где занимался журналистикой. Характеризовался как «убеждённый враг коммунизма и сторонник сильной белой власти».

## Арест советскими властями, суд и заключение в лагерь
В 1945 году интернирован в СССР. 30 августа 1946 года осуждён вместе с атаманом Григорием Семёновым, Константином Родзаевским и другими. Был одним из двух обвиняемых, приговорённых не к смертной казни, а к лишению свободы — 20 лет лагерей. Умер в «Речном лагере» под Воркутой.

## Пересмотр дела
26 марта 1998 года Военная коллегия Верховного суда Российской Федерации пересматривала уголовное дело в отношении всех подсудимых (за исключением Семёнова), в том числе и Ухтомского. По статье 58-10 ч. 2 (антисоветская агитация и пропаганда) УК РСФСР дело в отношении всех подсудимых было прекращено за отсутствием состава преступления, в остальной части приговор оставлен в силе, а подсудимые признаны не подлежащими реабилитации.

## Частная жизнь
В 1932 году Ухтомский женился на дочери сотрудника КВЖД Любови Александровне Крутовой (2 ноября 1912—1998). У него осталось две дочери:
- княжна Марина (20 февраля 1934, Харбин — 15 декабря 1995, Санта-Роза, США) — в замужестве Богдан, по профессии была банковской служащей;
- княжна Елена (родилась 14 марта 1935, Харбин) — в замужестве Строн, живёт в Бразилии.

## В культуре
- Князь Ухтомский упомянут в романе Владимира Богомолова «В августе сорок четвёртого» в качестве одного из «контактов» главного отрицательного персонажа — немецкого шпиона Мищенко.